# Metan
Metan, CH4 – organiczny związek chemiczny, najprostszy węglowodór nasycony (alkan). W temperaturze pokojowej jest bezwonnym i bezbarwnym gazem. Jest stosowany jako gaz opałowy i surowiec do syntezy wielu innych związków organicznych.

## Budowa cząsteczki
Cząsteczka metanu ma kształt tetraedru (czworościanu foremnego). Atom węgla wykazuje hybrydyzację sp3. Powstałe orbitale tworzą wiązania z czterema atomami wodoru. Wszystkie te wiązania są równocenne (kąty pomiędzy wiązaniami wynoszą 109°28′) i bardzo słabo spolaryzowane, co w połączeniu z brakiem wolnych par elektronowych jest powodem względnej trwałości chemicznej tego związku. Może on uczestniczyć tylko w typowych dla alkanów reakcjach (np. spalanie).

## Występowanie
Metan został odkryty i wyizolowany przez Alessandro Voltę w latach 1776–1778, gdy badał gaz z mokradeł nad jeziorem Maggiore. Powstaje on w przyrodzie w wyniku beztlenowego rozkładu szczątków roślinnych (np. na bagnach), tworząc tzw. gaz błotny. Stanowi też główny składnik gazu kopalnianego i gazu ziemnego (zwykle ⩾ 90%). Głównym źródłem metanu jest gaz ziemny i pokłady węgla (Główny Instytut Górnictwa wskazuje na możliwe zasoby geologiczne metanu w pokładach węgla w Polsce na poziomie 250 mld m³). Często występuje w towarzystwie innych węglowodorów, sporadycznie w towarzystwie helu i azotu.

### Metan atmosferyczny

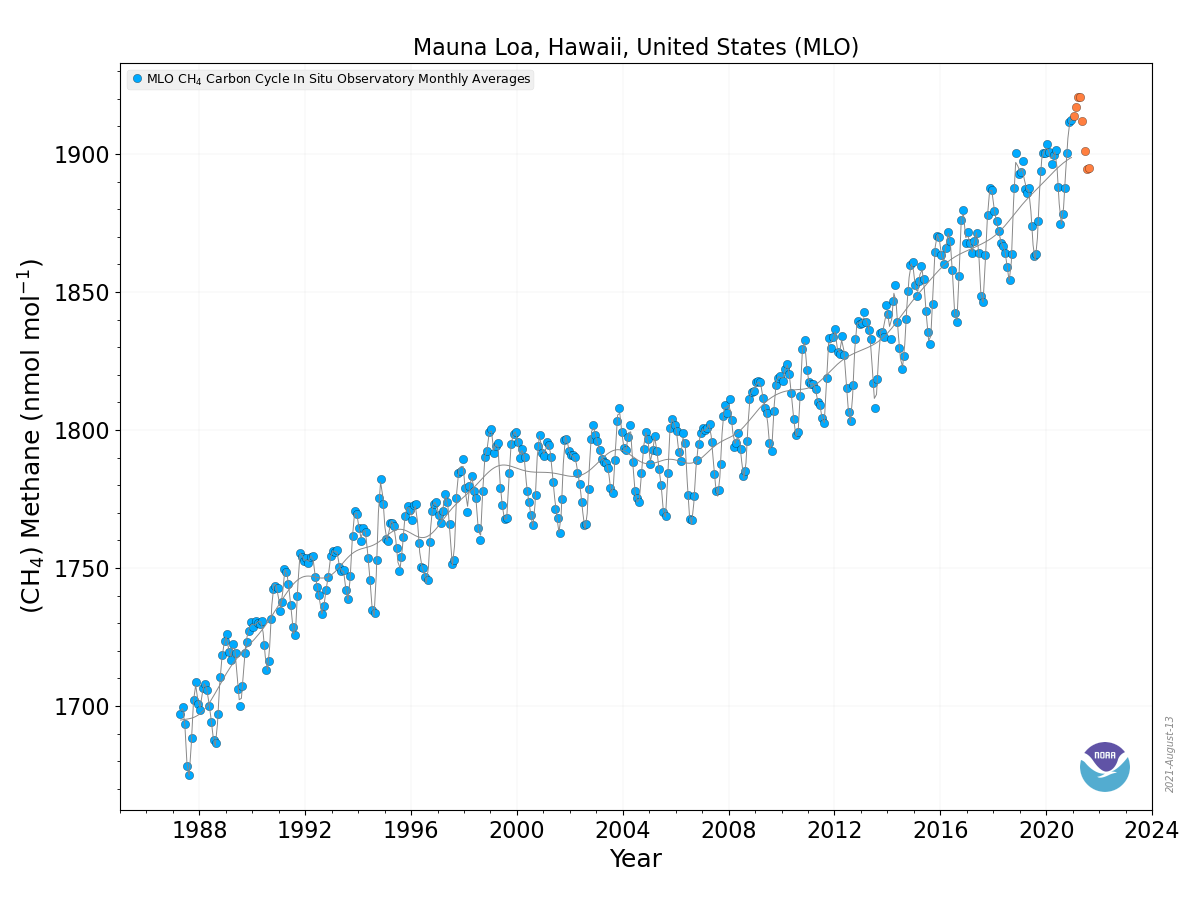
Zawartość metanu mierzona do października 2019. Najwyższa zawartość wynosząca 1900,49 ppb została osiągnięta w listopadzie 2018 roku.

W 2019 roku średni poziom metanu wyniósł 1874,7 ppb. Historyczne stężenia metanu w ziemskiej atmosferze znajdowały się w przedziale od 300 do 800 ppb.
Metan jest gazem cieplarnianym, którego potencjał cieplarniany jest 72-krotnie większy niż dwutlenku węgla (w skali 20 lat) lub 25 (w skali 100 lat). Szacuje się, że w 2001 roku metan odpowiadał za 20% wymuszenia radiacyjnego wśród gazów cieplarnianych (wykluczając parę wodną).
Pomiędzy 2015 i 2019 rokiem odnotowano gwałtowny wzrost poziomu atmosferycznego metanu. W lutym 2020 roku doniesiono, że ilość metanu emitowanego przez przemysł paliw kopalnych mógł być znacząco niedoszacowany.
Zmiana klimatu może zwiększyć zawartość atmosferycznego metanu poprzez zwiększenie produkcji w naturalnych ekosystemach, tworząc sprzężenie zwrotne klimatu.
Metan wpływa także w niewielkim stopniu na degradację ozonosfery.

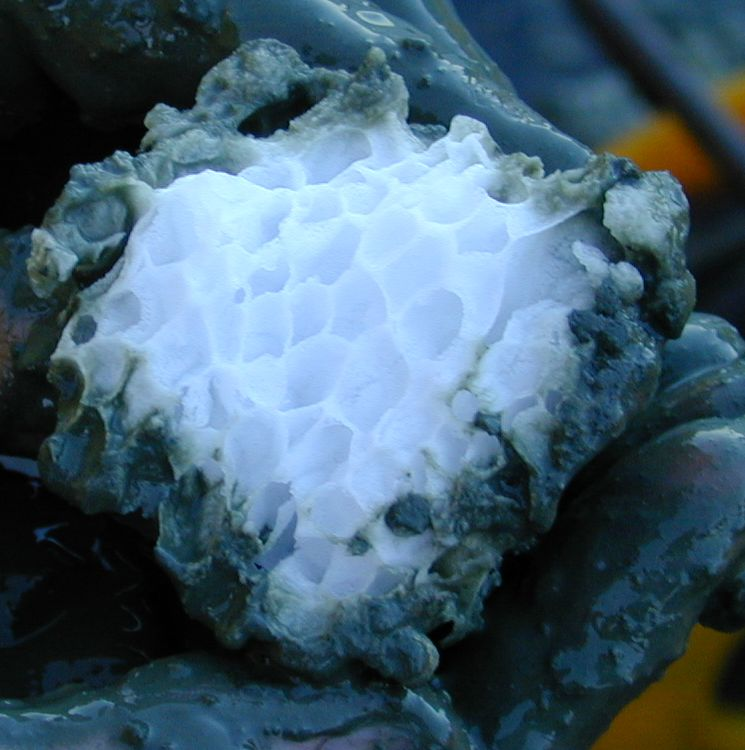
Charakterystyczna struktura hydratu gazu. Wydobyte ze strefy subdukcji w stanie Oregon

### Klatraty

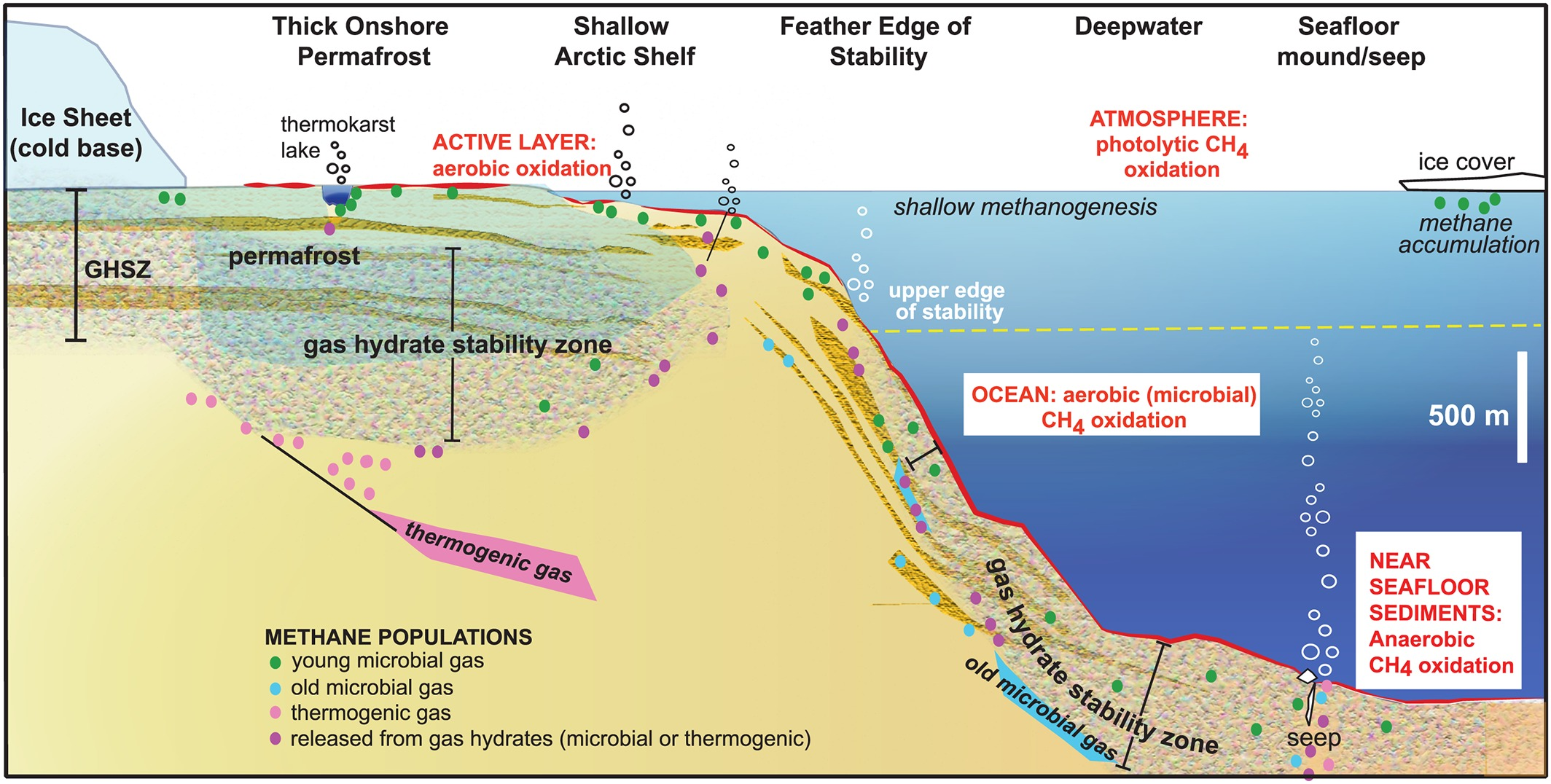
Schemat dynamiki klatratów metanu i ich dystrybucji w różnych regionach

Klatraty metanu (hydraty metanu) są układami, w których cząsteczki metanu uwięzione są w krystalicznych strukturach cząsteczek wody. Znaczne pokłady klatratów znajdują się w wiecznych zmarzlinach Arktyki oraz wzdłuż szelfów kontynentalnych pod sedymentami stoków kontynentalnych. Złoża takie występują w strefach stabilności hydratów gazu GHSZ (ang. Gas Hydrate Stability Zone), pod wysokim ciśnieniem (1 do 100MPa; niższe ciśnienie wymaga niższej temperatury) i niską temperaturą (<15 °C; wyższa temperatura wymaga wyższego ciśnienia). Klatraty metanu mogą powstawać z metanu biogenicznego, termogenicznego lub współudziału tych dwóch. Złoża te są zarówno potencjalnymi źródłami paliwa, jak i globalnego ocieplenia. Masa węgla w światowych złożach hydratów pozostaje niepewna, szacowano, że wynosi pomiędzy 500Gt a 12 500Gt. Ostatnie szacunki zmalały do ok. 1800Gt węgla. Niepewność ta bierze się z niedostatecznej wiedzy na temat wszystkich pokładów metanu.
Niektóre modele klimatyczne sugerują, że dzisiejsze emisje metanu z dna oceanicznego przypominają te z okresu Paleoceńsko-eoceńskiego maksimum termicznego (PETM) ok. 55,5 miliona lat temu, wciąż brak jednak dowodów na to co dokładnie dzieje się z metanem z rozpadających się klatratów i w jakim stopniu dociera on do atmosfery. Hipoteza pistoletu metanowego przewiduje, że arktyczna emisja metanu pochodząca z klatratów w wiecznej zmarzlinie i dnie morskim może być kolejną przyczyną ocieplania się klimatu. Dane z 2016 roku sugerują, że arktyczna wieczna zmarzlina zanika szybciej niż przewidywano.

## Powstawanie

### Szlaki geologiczne
Występują dwa główne szlaki geologicznego powstawania metanu (i) organiczny (termiczny) i (ii) nieorganiczny (abiotyczny). Termogeniczny metan powstaje wskutek rozpadania się materii organicznej w odpowiedniej temperaturze i ciśnieniu w głębokich warstwach osadowych. Większość metanu w basenach sedymentacyjnych jest termogeniczna; przez to, termogeniczny metan jest najważniejszym źródłem gazu opałowego. Metan termogeniczny uznawany jest za relikt (pochodzi z dawnych czasów). Formowanie się termogenicznego metanu (na głębokości) może zachodzić wskutek rozpadu materii organicznej lub syntezy. Oba sposoby mogą angażować mikroorganizmy (metanogeneza) lub zachodzić samoczynnie. Towarzyszące temu procesy mogą również zużywać metan, z udziałem mikroorganizmów lub bez.
Ważniejszymi źródłami metanu na głębokości (krystaliczna skała macierzysta) są czynniki abiotyczne. Abiotyczne oznacza, że metan tworzony jest ze związków nieorganicznych, bez aktywności biologicznej, poprzez procesy magmowe lub poprzez reakcje wody ze skałami występującymi zachodzącymi w niskich temperaturach i ciśnieniu. Przykładem takiej reakcji jest serpentynizacja (reakcja Oliwin z wodą i dwutlenkiem węgla):
(Fe,Mg)
2SiO
4 + nH
2O + CO
2 → Mg
3Si
2O
5(OH)
4 + Fe
3O
4 + CH
4

### Szlaki biologiczne
Większość ziemskiego metanu jest biogeniczna, produkowana w procesie metanogenezy, formie beztlenowego oddychania obecnej tylko wśród niektórych osobników domeny Archeonów. Metanogeny zamieszkują wysypiska śmieci, niektóre gleby, przeżuwacze (np. bydło), jelita termitów i beztlenowe osady pod dnami mórz i jezior. Pola ryżowe w czasie wzrostu roślin generują duże ilości metanu. Ten wieloetapowy proces wykorzystywany jest przez organizmy do wytwarzania energii. Reakcję można zapisać w postaci poniższego równania:
CO
2 + 4H
2 → CH
4 + 2H
2O
Ostatni krok w tym procesie katalizowany jest przez enzym Koenzym-β sulfoetyltiotransferaze (MCR)

#### Przeżuwacze

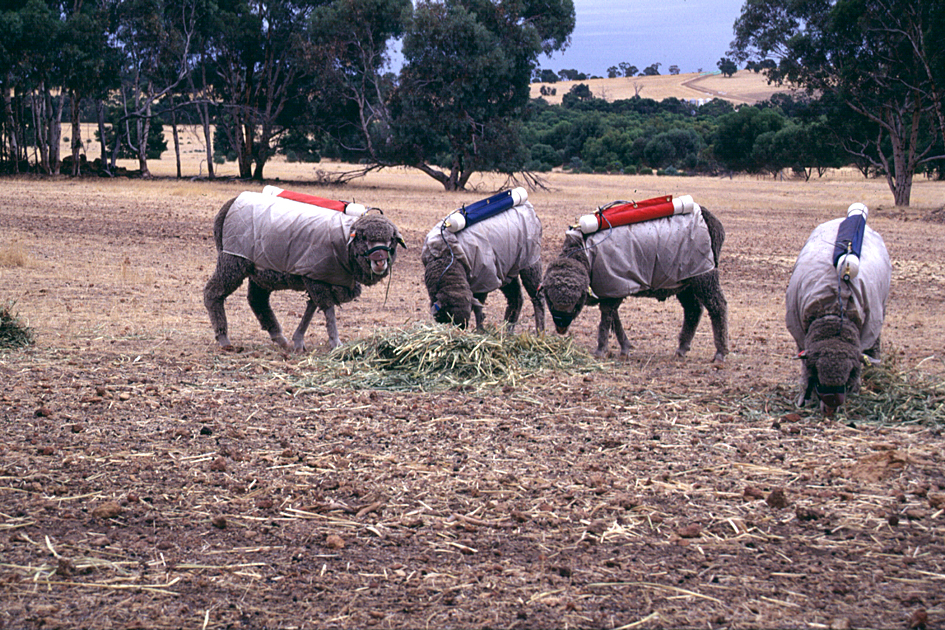
Badanie Australijskich owiec na ilość wydychanego metanu (2001), CSIRO

Przeżuwacze, takie jak bydło, wydzielają metan, w USA odpowiadają za ok. 22% całkowitej rocznej emisji metanu do atmosfery. Jedno z badań donosiło, że sektor hodowlany generalnie (głównie bydło, kurczaki i świnie) produkuje 37% wytwarzanego przez człowieka metanu. Kolejne badanie z 2013 roku szacowało, że hodowla odpowiada za 44% wytwarzanego przez człowieka metanu i ok. 15% wytworzonych przez człowieka gazów cieplarnianych. Podejmowanych jest wiele starań aby ograniczyć produkcję metanu w hodowli zwierząt. Wśród nich znajdują się działania medyczne, dostosowywanie diety i wyłapywanie gazu w celu wykorzystania go jako paliwo.

#### Sedymenty morskie
Większość osadów znajdujących się pod dnem morskim jest beztlenowa ponieważ tlen zostaje usunięty przez mikroorganizmy tlenowe w kilku górnych centymetrach sedymentu. Poniżej nasyconego tlenem dna morskiego metanogeny produkują metan, który wykorzystywany jest przez inne organizmy lub więziony w klatratach. Organizmy, które zużywają metan do produkcji energii nazywane są metanotrofami i są głównym czynnikiem ograniczającym ilość uwalnianego do atmosfery metanu. Skupiska mikroorganizmów przeprowadzające proces zwany beztlenowym utlenianiem metanu(AOM) składają się z beztlenowych metanotroficznych archeonów (ANME) i bakterii redukujących siarkę (SRB).

### Przemysł
Metan można wytworzyć poprzez wodorowanie dwutlenku węgla używając reakcji Sabatiera. Metan jest również produktem reakcji wodorowania tlenku węgla(II) w syntezie Fischera-Tropscha, która używana jest na dużą skalę do produkcji związków o dłuższym łańcuchu.
Możliwa jest gazyfikacja węgla do metanu. Przykładem takiej gazyfikacji na dużą skalę jest zakład Dakota Gasification Company. Węgiel brunatny jest najpierw utleniany (spalany). Powstała mieszanina gazów wodoru i tlenków węgla, po oczyszczeniu z azotu, siarki itp., jest następnie wykorzystywana w procesie wodorowania na katalizatorze niklowym.
Moc na gaz (ang. power-to-gas, P2G) to technologia, w której wykorzystuje się prąd elektryczny do produkcji wodoru w procesie elektrolizy wody. Następnie używając reakcji Sabatiera wykorzystuje się wodór i dwutlenek węgla produkując metan. Teoretycznie proces ten może być wykorzystywany jako bufor dla nadmiaru prądu produkowanego przez turbiny wiatrowe i panele słoneczne. W Kwietniu 2014 roku Unia Europejska współfinansowała projekt badawczy HELMETH (Integrated High-Temperature ELectrolysis and METHanation for Effective Power to Gas Conversion). W czasie badań osiągnięto efektywność procesu P2G na poziomie 76%, a zwiększając skalę szacuje się możliwe zwiększenie efektywności do 80%.

### Synteza laboratoryjna
Do celów laboratoryjnych metan można otrzymać w wyniku:
- prażenia octanu sodu z wodorotlenkiem sodu:

CH
3COONa + NaOH → CH
4↑ + Na
2CO
3
- hydrolizy węgliku glinu:

Al
4C
3 + 12H
2O → 3CH
4↑ + 4Al(OH)
3
- reakcji protonowania mieszaniny metylolitu CH
3Li z jodkiem metylomagnezu CH
3MgI[potrzebny przypis].

Jest też dostępny handlowo w formie gazu sprężonego w butlach.

## Właściwości

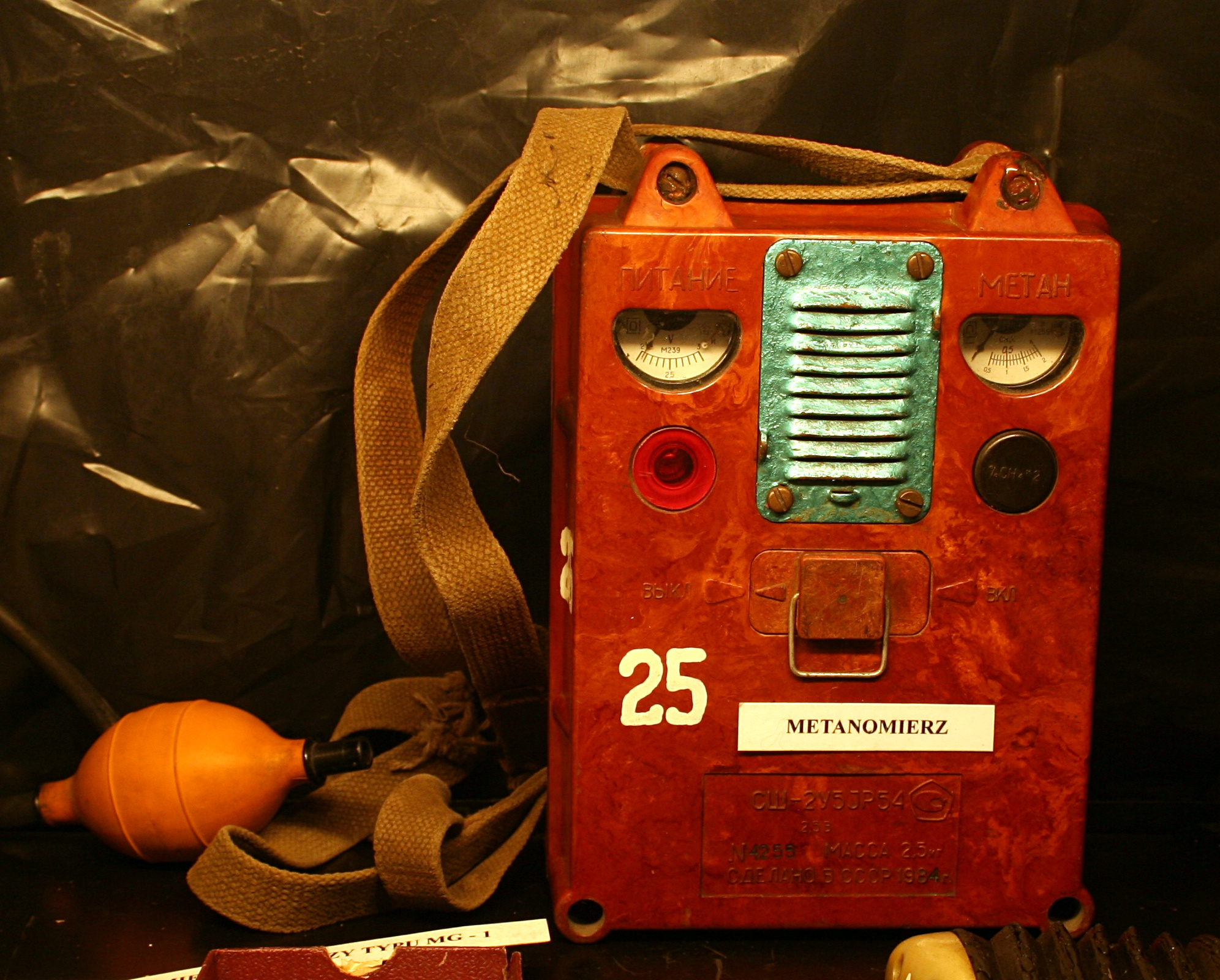
Stosowany w górnictwie metanomierz

- temperatura krytyczna: −82,6 °C pod ciśnieniem 4,6 MPa (45 atm)
- ciśnienie krytyczne: 46,3 bar
- objętość molowa = 22,355 dm³ (warunki normalne)[45]
- ciepło spalania: −890,7 ± 0,4 kJ/mol = −55,53 MJ/kg = −13 272 kcal/kg[46][47]
- wartość opałowa: 35,73 MJ/m³ = 8533 kcal/m³[potrzebny przypis]

Mieszanina metanu z powietrzem w stężeniu objętościowym 4,5–15% ma właściwości wybuchowe. Tworzenie się tej mieszaniny wskutek przedostania się metanu do zamkniętych pomieszczeń (np. w kopalniach węgla kamiennego) bywa przyczyną groźnych w skutkach eksplozji. W mieszaninie o proporcji powyżej 15% pali się płomieniowo.
Reakcje charakterystyczne dla metanu (z reguły takie same, jak dla alkanów):
- spalanie
- nitrowanie
- halogenowanie
- piroliza
- dehydrogenacja – w temp. powyżej 1000 °C[48]:
  - w obecności ciał stałych (kontaktów): do węgla, etylenu i acetylenu
  - pod nieobecność kontaktów: 2CH
4 ⇌ C
2H
2 + 3H
2
- alkilowanie alkenów

W temperaturze 2000–3000 K i pod ciśnieniem 10–50 GPa rozpada się na węgiel (formujący pył diamentowy) i wodór.

## Zastosowanie
- jako paliwo do silników
- jako surowiec do otrzymywania tworzyw sztucznych
- w przemyśle energetycznym
- jako nośnik węgla w procesie pokrywania materiału filmem DLC[52]